# Liste des circonscriptions électorales du Grand Manchester
Le Comté cérémoniel et Comté métropolitain du Grand Manchester est divisé en 27 Circonscription électorale
- 16 Borough constituencies
et 11 County constituencies.

## Circonscription
- † Conservateur
- ‡ Labour
- ¤ Liberal Democrat
- Green
- UKIP

| Circonscription                | Électeur | Majorité | Député | Député              | Opposition | Opposition        | Map |
| ------------------------------ | -------- | -------- | ------ | ------------------- | ---------- | ----------------- | --- |
| Altrincham and Sale West BC    | 71,511   | 13,290   |        | Graham Brady        |            | James Wright      |     |
| Ashton-under-Lyne BC           | 68,343   | 10,756   |        | Angela Rayner       |            | Tracy Sutton      |     |
| Blackley and Broughton BC      | 71,913   | 16,874   |        | Graham Stringer     |            | Martin Power      |     |
| Bolton North East BC           | 67,895   | 4,377    |        | David Crausby       |            | James Daly        |     |
| Bolton South East BC           | 69,687   | 10,928   |        | Yasmin Qureshi      |            | Jeff Armstrong    |     |
| Bolton West CC                 | 72,719   | 801      |        | Chris Green         |            | Julie Hilling     |     |
| Bury North BC                  | 67,590   | 378      |        | David Nuttall       |            | James Frith       |     |
| Bury South BC                  | 73,887   | 4,922    |        | Ivan Lewis          |            | Daniel Critchlow  |     |
| Cheadle BC                     | 73,239   | 6,453    |        | Mary Robinson       |            | Mark Hunter       |     |
| Denton and Reddish BC          | 66,141   | 10,511   |        | Andrew Gwynne       |            | Lana Hempsall     |     |
| Hazel Grove CC                 | 63,098   | 6,552    |        | William Wragg       |            | Lisa Smart        |     |
| Heywood and Middleton CC       | 79,989   | 5,299    |        | Liz McInnes         |            | John Bickley      |     |
| Leigh CC                       | 75,907   | 14,096   |        | Andy Burnham        |            | Louisa Townson    |     |
| Makerfield CC                  | 74,320   | 13,155   |        | Yvonne Fovargue     |            | Andrew Collinson  |     |
| Manchester, Central BC         | 86,078   | 21,639   |        | Lucy Powell         |            | Xingang Wang      |     |
| Manchester, Gorton BC          | 72,992   | 24,079   |        | Sir Gerald Kaufman  |            | Laura Bannister   |     |
| Manchester, Withington BC      | 74,102   | 14,873   |        | Jeff Smith          |            | John Leech        |     |
| Oldham East and Saddleworth CC | 71,781   | 6,002    |        | Debbie Abrahams     |            | Sajjad Hussain    |     |
| Oldham West and Royton CC      | 27,819   | 17,209   |        | Jim McMahon         |            | John Bickley      |     |
| Rochdale CC                    | 79,170   | 12,442   |        | Simon Danczuk       |            | Mohammed Masud    |     |
| Salford and Eccles BC          | 74,291   | 12,541   |        | Rebecca Long-Bailey |            | Greg Downes       |     |
| Stalybridge and Hyde CC        | 71,357   | 6,686    |        | Jonathan Reynolds   |            | Martin Riley      |     |
| Stockport BC                   | 63,931   | 10,061   |        | Ann Coffey          |            | Daniel Hamilton   |     |
| Stretford and Urmston BC       | 69,026   | 11,685   |        | Kate Green          |            | Lisa Cooke        |     |
| Wigan CC                       | 75,990   | 14,236   |        | Lisa Nandy          |            | Caroline Kerswell |     |
| Worsley and Eccles South CC    | 72,177   | 5,946    |        | Barbara Keeley      |            | Iain Lindley      |     |
| Wythenshawe and Sale East BC   | 75,994   | 10,569   |        | Mike Kane           |            | Fiona Green       |     |

## Changements de limites
La Commissions a recommandé que le comté devrait être divisé en 27 circonscription ces changements seront mis en œuvre pour l'Élections générales de 2010.
| Ancien nom | Anciennes limites                                         | Ancien nom |
| --- | --------------------------------------------------------- | --- |
| 1. Altrincham and Sale West BC 2. Ashton under Lyne BC 3. Bolton North East BC 4. Bolton South East BC 5. Bolton West CC 6. Bury North BC 7. Bury South BC 8. Cheadle BC 9. Denton and Reddish BC 10. Eccles BC 11. Hazel Grove CC 12. Heywood and Middleton CC 13. Leigh CC 14. Makerfield CC | Former parliamentary constituencies in Greater Manchester | 1. Manchester, Blackley BC 2. Manchester Central BC 3. Manchester, Gorton BC 4. Manchester, Withington BC 5. Oldham East and Saddleworth CC 6. Oldham West and Royton BC 7. Rochdale CC 8. Salford BC 9. Stalybridge and Hyde CC 10. Stockport BC 11. Stretford and Urmston BC 12. Wigan CC 13. Worsley CC 14. Wythenshawe and Sale East BC |

Les circonscriptions ont été attribuées au boroughs ou des groupes de boroughs comme suit :
| Nom actuel | Limites actuelles                                          | Nom actuel |
| --- | ---------------------------------------------------------- | --- |
| 1. Altrincham and Sale West BC 2. Ashton-under-Lyne BC 3. Blackley and Broughton BC 4. Bolton North East BC 5. Bolton South East BC 6. Bolton West CC 7. Bury North BC 8. Bury South BC 9. Cheadle BC 10. Denton and Reddish BC 11. Hazel Grove CC 12. Heywood and Middleton CC 13. Leigh CC 14. Makerfield CC | Current parliamentary constituencies in Greater Manchester | 1. Manchester Central BC 2. Manchester, Gorton BC 3. Manchester, Withington BC 4. Oldham East and Saddleworth CC 5. Oldham West and Royton CC 6. Rochdale CC 7. Salford and Eccles BC 8. Stalybridge and Hyde CC 9. Stockport BC 10. Stretford and Urmston BC 11. Wigan CC 12. Worsley and Eccles South CC 13. Wythenshawe and Sale East BC |

## Résultats
| 2005 | 2010 | 2015 |
| ---- | ---- | ---- |
|      |      |      |

## List of MPs
- Debbie Abrahams (L)
- Graham Brady (C)
- Andrew Burnham (L)
- Ann Coffey (L)
- David Crausby (L)
- Simon Danczuk (L)
- Yvonne Fovargue (L)
- Chris Green (C)
- Kate Green (L)
- Andrew Gwynne (L)
- Mike Kane (L)
- Sir Gerald Kaufman (L)
- Barbara Keeley (L)
- Ivan Lewis (L)
- Rebecca Long-Bailey (L)
- Liz McInnes (L)
- Michael Meacher (L)
- Lisa Nandy (L)
- David Nuttall (C)
- Lucy Powell (L Co-op)
- Yasmin Qureshi (L)
- Angela Rayner (L)
- Jonathan Reynolds (L Co-op)
- Mary Robinson (C)
- Jeff Smith (L)
- Graham Stringer (L)
- William Wragg (C)